# Óz (forma)

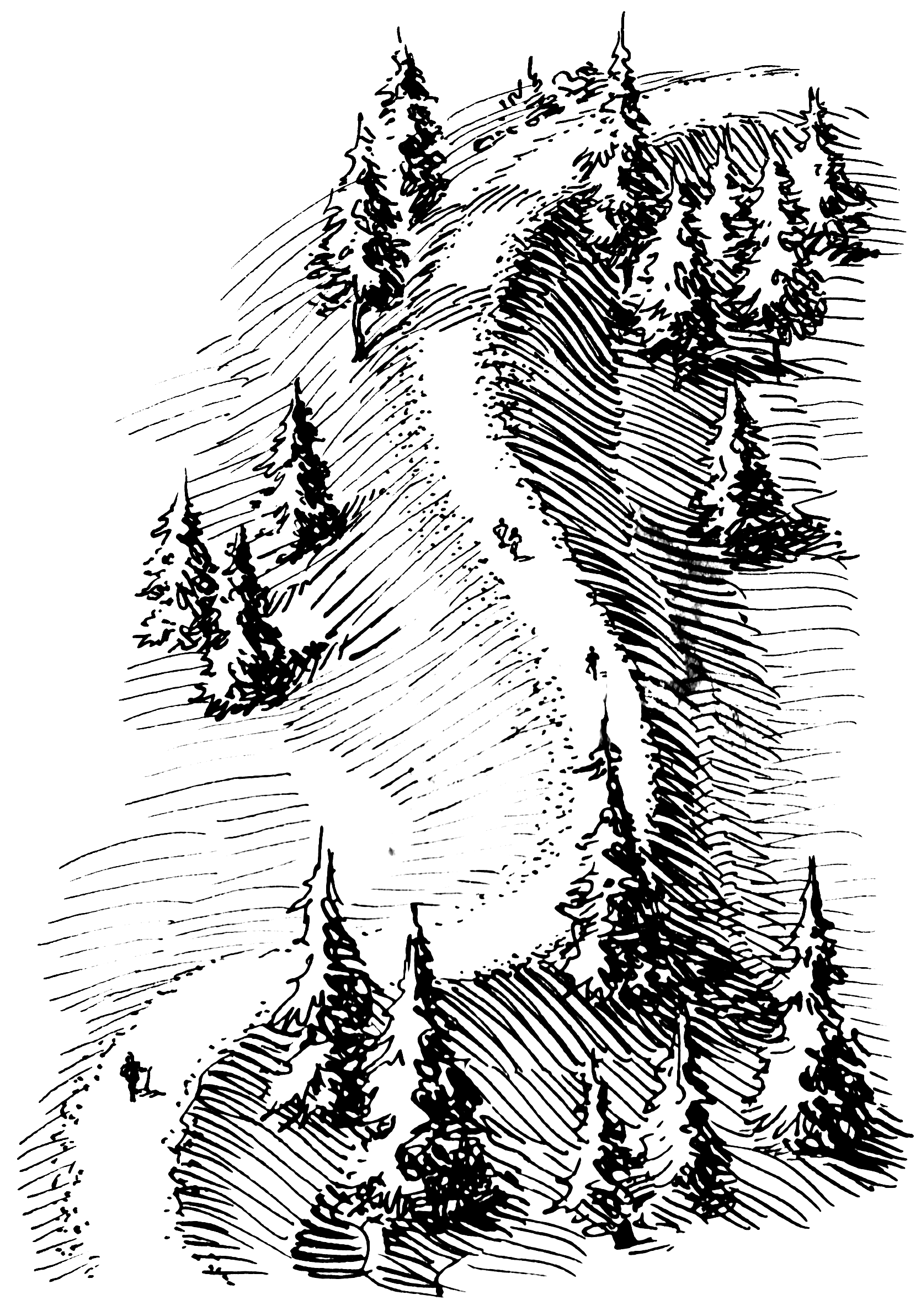
Óz sematikus ábrázolása

Az óz egy jégkorszakból fennmaradt felszíni felhalmozódási forma. Közép- és Észak-Európában a Skandináviából érkező belföldi jégtakaró olvadási folyamataihoz köthető az ózok kialakulása.

## Kialakulás
Az ózokat a szubglaciális olvadékvíz alakította ki. A belföldi jégtakaró nagy mennyiségű hordalékot (homokot, különböző méretű kőtömböket) szállított Skandináviából. A jégmező növekedési bázisától eltávolodva a kőzettörmelék a jég belsejében utazott tovább egészen a jégmező déli, olvadási zónájáig. Az olvadási zónában az olvadékvíz a jég alatt, de a föld felszínén kanyarogva az alacsonyabb terep felé igyekezett. Az áramló víz hosszú, kanyargós hátakba rendezte a jégből kiolvadt törmeléket. Egyes elképzelések szerint az ózok nem a földfelszínen, hanem a jégtestben magában alakultak ki és a jég elolvadásakor rakódtak le a földfelszínre. (Ezt alátámasztja, hogy egyes ózok áthúzódnak az alacsonyabb vízválasztókon is.) Az ózok belső szerkezete folyóvízi kialakulásra utal. Anyaguk jól osztályozott kavics, homok és kőzetliszt.

## Forma és méret
Az ózok a szinuszgörbéhez hasonlóan kígyóznak az egykori vízáramlás irányában. Méreteik igen sokfélék, a néhány tíz méteres hossztól a több száz kilométeres hosszúságig váltakozik. A néhány száz méteres ózok kb. 3 méteres magasságot érnek el, míg a 10 kilométernél hosszabbak akár 100 méter magasak is lehetnek. A hátak magassága néhol egyenletes, szinte gátszerű, másutt hepehupás, megszakításokkal teli. A kanadai Nunro-óz 400 kilométer hosszú, és több kilométer széles, magassága eléri a 88 métert. A leghosszabb azonban a svéd Uppsala-óz, amely 450 kilométeren át nyújtózik a tájon. Európában Svédországban, Finnországban, Fehéroroszországban és a Germán-Lengyel síkságon láthatunk ózokat. Észak-Amerikában tömegesen fordulnak elő Michigan és Maine államokban, illetve Kanadának a Labrador-öbölt övező régióiban.